# Route nationale 814b
La route nationale 814B, ou RN 814B, était une route nationale française  qui reliait Bayeux à Arromanches-les-Bains.
À la suite de la réforme de 1972, elle fut déclassée en RD 516.